# Языковая локализация
Языковая локализация (от лат. locus — «место») — это перевод и культурная адаптация продукта к особенностям определенной страны, региона или группы населения. Причем под «продуктом» понимается любой товар или услуга. Локализация представляет собой вторую фазу в рамках общего процесса интернационализации и локализации. Она предусматривает также всестороннее изучение целевой культуры, необходимое для правильной адаптации продукта к потребностям отдельных рынков. 
Зачастую, процесс локализации сводится к переводу и культурной адаптации программного обеспечения, видеоигр или веб-сайтов. Гораздо реже этот термин применяется к переводу текстов, который, однако, также подразумевает культурную адаптацию. Локализация продукта может осуществляться не только в странах и регионах, где население разговаривает на иностранном языке, но и в случаях, когда язык остается одним и тем же, например, различные диалекты испанского языка в Испании и Латинской Америке, в которых различаются идиоматические выражения. Аналогично, выбор идиоматических выражений может варьироваться в разных странах, где официальным языком является английский (США, Великобритания или Филиппины).
Для обозначения локализация иногда используется сокращение L10N (в котором L — первая буква, 10 пропущенных букв и N — последняя буква).

## Общий процесс: интернационализация, глобализация и локализация
В основе глобализации лежат два основных процесса:

Процесс глобализации
(материал с сайта LISA.)

Первый шаг - это интернационализация. Она охватывает стадию планирования и подготовки проекта, в ходе которой он адаптируется для международного рынка. Целью является уничтожение всех культурных особенностей, чтобы продукт мог легко адаптироваться к любой языковой среде или стране. Если региональные черты не были полностью убраны на начальном этапе, это должно быть исправлено во время локализации, что приведет к дополнительным затратам времени и средств. В некоторых случаях, продукт, который не был глобализован, не может быть локализован.
На втором этапе проводится непосредственная адаптация продукта к конкретному рынку. В соответствии с классификацией, предложенной LISA, локализация включает следующие аспекты: лингвистический, физический, деловой, культурный и технический. 
В конце этой стадии проводится тестирование, предусматривающее проверку соответствия нормам качества, чтобы убедиться, что продукт работает правильно и отвечает ожиданиям  клиентов.
Согласно определению, предложенному Ассоциацией по стандартам в области локализации (Localization Industry Standards Association LISA), глобализация «может быть лучше представлена в виде цикла, чем в виде линейного процесса» . Глобализовать — означает заранее продумать проект и методы продвижения продукта, учитывая многонациональную аудиторию, чтобы избежать увеличения стоимости и проблем, связанных с качеством, а также сэкономить время и уменьшить объем усилий, затраченных на локализацию в каждой стране и регионе. Локализация является составной частью общего процесса глобализации. 

### Перевод и локализация
Локализация часто рассматривается как «перевод высокого уровня», но это не отражает всю важность и сложность этого процесса, а также все то, что она в себя включает. Хотя, иногда сложно провести границу между переводом и локализацией, в общем, локализация проводится в значительной степени для внетекстуальных компонентов товара или услуги. В дополнение к переводу (то есть, вопросам грамматики и орфографии, которые варьируются в зависимости от страны и места, где используется один и тот же язык), процесс локализации может включать адаптацию графического компонента, символов валют, формата дат, адресов и номеров телефона, выбор цветов многих других деталей, включая пересмотр физической структуры продукта.
Все эти изменения проводятся с целью, во-первых, выявить чувствительные различия и избежать возможных конфликтов с местной культурой и населением и, во-вторых, проникнуть на местный рынок, приспосабливаясь к локальным нуждам. Например, в результате локализации веб-сайт одной и той же компании может быть адаптирован к определенной стране, или издания одной и той же книги могут различаться в зависимости от места издания.

### Глобализация и локализация
Принимая во внимание то, что локализация — это процесс адаптации продукта к определенной среде, глобализация моделирует продукт так, чтобы минимизировать дополнительную работу по его локализации. 
Предположим, что некто работает на компанию, которая до этого момента работала только в США. Эта компания открывает главный офис в Китае и нуждается в веб-сайте на китайском языке. Она предлагает один и тот же продукт, с незначительными изменениями, в обеих странах, но, возможно, что некоторые элементы, присутствующие на оригинальном сайте, могут показаться оскорбительными или вызвать недовольство населения Китая, например, использование флагов, цветов или национальной символики, звуков. Поэтому компания может потерять часть рынка из-за незначительных деталей презентации. 
Более того, компании нужно адаптировать продукт к потребностям новых покупателей, лучшим примером чего являются компьютерные игры. 
Теперь предположим, что компания открывает офисы в десятке стран и нуждается в адаптации своего сайта к нуждам всех этих стран. Перед тем, как решить, как локализовать сайт и продукт в каждой из этих стран, профессионал в этой области должен предложить компании разработать общую стратегию: глобализовать управление делами компании. Компания может принять решение о создании структуры, занятой систематизацией и поддержкой глобальной стратегии. Это позволит обеспечить единое руководство для 12 отдельных локализованных офисов. 